# Joseph Merrick dit Elephant man
Pour les articles homonymes, voir Elephant Man.
Joseph Merrick dit Elephant man est un opéra du compositeur français Laurent Petitgirard, sur un livret de l'écrivain français Eric Nonn, créé sur scène en 2002 à Prague. L'histoire est inspirée de la vie la vie de Joseph Merrick, Elephant man, un monstre humain du XIXe siècle.

## Historique
Joseph Merrick dit Elephant man est une commande de la Fondation Beaumarchais. Laurent Petitgirard compose son ouvrage entre mai 1995 et décembre 1998. L'opéra est enregistré une première fois en 2000, aux frais du compositeur, sur le label Le Chant du Monde et distribué par Harmonia mundi. L'ouvrage reçoit en 2001 le Prix Musique de la Société des auteurs compositeurs et éditeurs.
Joseph Merrick dit Elephant man est créé sur scène le 7 février 2002 à l'Opéra d'État de Prague pour six représentations, sous la direction du compositeur lui-même. La production est reprise en mai de la même année au Festival du Printemps de Prague puis rentre au répertoire national de la ville en 2003.
La première française a lieu à l'Opéra de Nice le 29 novembre 2002, dirigée par le compositeur avec l'Orchestre Philharmonique de Nice, dans une mise en scène de Daniel Mesguich, avec des décors et costumes assurés par Frédéric Pineau. Cette production niçoise obtient un succès assez conséquent. Il emporte alors la réaction enthousiaste du public, d'ordinaire assez timoré quant à la nouveauté. Cependant que la mise en scène de Daniel Mesguich fait l'objet, elle, de critiques assez divergentes, jugée trop crue.
L'opéra est joué à l'Opéra du Minnesota à Saint Paul Minneapolis en 2006, sous la direction d'Antony Walker et mis en scène par Doug Varone. Dans cette production, le personnage de Joseph Merrick ne porte de déformations sur le corps. La partition est éditée en 2007 aux Éditions Durand. L'ouvrage est joué à Paris en version de concert le 19 février 2008 à Paris.

## Description
Joseph Merrick dit Elephant man est un opéra en quatre actes et en français d'une durée d'environ deux heures et trente minutes.

### Rôles
| Rôle                                 | Voix          | Enregistrement de 1999 | Créateur sur scène en 2022 |
| ------------------------------------ | ------------- | ---------------------- | -------------------------- |
| Joseph Merrick                       | Contralto     | Nathalie Stutzmann     | Jana Sykorova              |
| Le docteur Treves                    | Baryton       | Nicolas Rivenq         | Petteri Falck              |
| Tom Norman                           | Ténor         | Robert Breault         | Philippe Do                |
| L'infirmière Mary                    | Soprano       | Marie Devellereau      | Marie Devellereau          |
| L'infirmière Eva Lückes              | mezzo-soprano | Sophie Koch            | Petra Lintymerova          |
| Carr-Gomm, le directeur de l'hôpital | Basse         | Nicolas Courjal        | Tomas Bartunek             |
| L'assistant de Norman, Jimmy         | Soprano       | Damien Grelier         | Jitka Burgetova            |

### Argument

#### Acte 1
Tom Norman, directeur de show, et son assistant Jimmy, dans le monde fou du spectacle forain, montrent Joseph Merrick dans des prestations d'exhibition de monstres. Les "Freak Shows", devenus prohibés en Angleterre, Merrick errera après avoir été abandonné par les troupes ambulantes.

#### Acte 2
Joseph Merrick arrive au London Hospital où il est pris en charge par le docteur Treves. Il cache sa vie et son passé aux médecins, tandis que son arrivée provoque la curiosité et l'émoi des autres patients. Il a notamment une relation proche avec l'infirmière Mary, à qui il arrive à se confier.

#### Acte 3
Le patient est montré à des médecins dans une séance de pratique médicale à mi-chemin entre l'auscultation et le spectacle de foire. Le docteur Treves fait appel à des dons privés pour pouvoir accueillir Joseph Merrick dans son hôpital. La renommée pour les deux hommes qui s'ensuivra aurait des effets également négatifs pour ce dernier, regrettant presque les spectacles de Tom Norman. C'est alors que le docteur découvre que Joseph Merrick n'est pas idiot mais cultivé et sensible.

#### Acte 4
Joseph Merrick devenu célèbre, reçoit du monde dans ses appartements, où il est adulé par les nobles du pays. Le docteur l'informe que sa maladie empire et qu'il va vers une mort certaine. Joseph Merrick décide un jour de réaliser son rêve de dormir allongé, bien qu'il sait cette position dangereuse, ce qui entraînera sa mort.

### Instrumentation
| Instrumentation de Joseph Merrick dit l'Elephant Man           |
| Cordes                                                         |
| cordes (minimum 10-8-6-5-4 avec 2 Cb 5 cordes) 1 harpe         |
| Bois                                                           |
| 1 flûte, 1 piccolo, 2 hautbois 3 clarinettes 3 bassons         |
| Cuivres                                                        |
| 4 cors, 2 trompettes 1 cornet en si bémol, 3 trombones, 1 tuba |
| Claviers                                                       |
| 1 célesta                                                      |
| Percussions                                                    |
| 1 timbalier, 2-3 percussionnistes,                             |
| Chant                                                          |
| un chœur mixte                                                 |

## Analyse
L'opéra se veut tonal et vocal, à l'opposé des modes musicales en vigueur, possédant certains traits de la musique de Francis Poulenc, avec une « incontestable habileté mélodique, d'une bonne maîtrise de la prosodie et d'un réel talent d'instrumentation ».

## Enregistrements
- Le Chant du Monde, 1999, enregistré à Monte-Carlo[6].
- Marco Polo, 2002, DVD, filmé à l'Opéra de Nice le 29 novembre 2002[7].